# Bording Å
Bording Å er en 5-6 km lang å i Ikast-Brande Kommune i Midtjylland, der sammen med Skygge Å danner Karup Å, hvor de løber sammen ved Skygge Bro, ca. 5 km nord for Bording, hvor den har sit udspring. Åen blev 2003 restaureret, og der blev anlagt fiskepassage i form af stryg udenom en gammel mølleopstemning og udlagt gydegrus, for at forbedre mulighederne for fiskebestanden.

## Eksterne kilder og henvisninger
1. ↑  "Restaurering af Bording Å". Arkiveret fra originalen 23. oktober 2005. Hentet 11. marts 2011.

56°11′27″N 9°16′1″Ø / 56.19083°N 9.26694°Ø